# I, Dolours
I, Dolours (lit. ‘Jo, Dolours’) és una pel·lícula documental irlandesa de 2018, dirigida per Maurice Sweeney i escrita juntament amb Ed Moloney, sobre els orígens i la trajectòria de l'activista de l'IRA Provisional Dolours Price.
La pel·lícula conté imatges relativament escasses d'entrevistes fetes a Price, algunes d'elles utilitzades anteriorment el 2010 a Voices from the Grave, recreacions dramàtiques i notícies d'esdeveniments. En la part de recreació, l'actriu Lorna Larkin interpreta el paper de Dolours Price i Gail Brady el de Marian Price. L'obra es va projectar, per primera vegada, el 28 d'abril de 2018 al programa International Spectrum del festival Hot Docs i en el circuït de cinemes convencionals es va estrenar el 31 d'agost d'aquell mateix any. Price va accedir a realitzar les entrevistes que donarien peu a la pel·lícula a condició que es publiquessin després de la seva mort. L'any 2018 va guanyar el premi al millor docudrama del festival Camerimage, organitzat a Toruń, Polònia.

## Sinopsi
Dolours Price provenia d'una família republicana resident en una comunitat irlandesa de Belfast més àmplia i sovint antipàtica. El seu pare, Albert, va participar en la campanya d'atemptats de l'Exèrcit Republicà Irlandès (IRA) de 1939 a la Gran Bretanya, en la qual dos dels seus companys, Peter Barnes i James McCormack, van ser penjats per l'atemptat de Coventry, el retorn dels cossos dels quals, el juliol de 1969, va generar un gran desencant dins del moviment republicà modern. La seva mare, va ser una de les tres generacions de dones que a la família havien complert penes a la presó d'Armagh. El gener de 1969, la família Price va participar en la manifestació pels drets civils organitzada per Democràcia Popular (PD), que va ser emboscada per un grup de 200 unionistes al pont de Burntollet de Derry amb barres de ferro, pedres i ampolles, davant la passivitat policial. Posteriorment, alguns dels manifestants, com les germanes Dolours i Marian Price, es van integrar a l'IRA.
La seva acció més significada a l'IRA va ser el 8 de març de 1973 en l'atemptat a l'Old Bailey de Londres que, traïda per un informador, va ser posteriorment capturada. Condemnada en inici a presó perpètua, va resistir una vaga de fam durant 208 dies, dels quals 108 va ser alimentada a la força. El dejuni de les germanes Price per exigir la repatriació a Irlanda va atraure simpaties més enllà de les files republicanes. Un cop assolida la demanda, va complir la resta de la condemna a Armagh, on es va allunyar dels companys presoners de l'IRA, tot i que mai s'explica el perquè, i finalment va ser alliberada per motius de salut. Price va recórrer a l'alcohol i als antidepressius per fer front al trauma, i aquests van contribuir a la seva mort solitària el 2013. Tot i que no sembla que va ser políticament activa després del seu alliberament, Price es va convertir en una forta crítica del procés de pau a Irlanda del Nord i especialment del líder republicà Gerry Adams.